# Agostino Coltellini
Agostino Coltellini (Firenze, 17 aprile 1613 – Firenze, 26 agosto 1693) è stato un letterato italiano.

## Biografia
Agostino Coltellini nacque a Firenze il 17 aprile 1613. Giovanissimo si fece strada nel mondo letterario fiorentino, frequentando circoli, salotti, accademie e tenendo in casa sua conversazioni che si trasformarono poi nella famosa Accademia degli Apatisti da lui fondata. Esercitò l'avvocatura, fu censore e consultore del Sant'Uffizio, fece parte dell'Accademia della Crusca e dell'Accademia fiorentina. Ebbe una larga e profonda erudizione e scrisse svariate opere: orazioni sacre e profane, rime encomiastiche, d'occasione, religiose, burlesche, fidenziane, maccheroniche, didascaliche, opere che nel loro insieme danno un'immagine della vita culturale e letteraria della Firenze secentesca. Vanno in particolare ricordati i quattro poemetti sull'anatomia del corpo umano, per l'idea di descriverlo facendovi sopra un viaggio imitato da quello di Dante. Morì a Firenze il 26 agosto 1693.